# Flatosaria biplagiata
Flatosaria biplagiata är en insektsart som först beskrevs av Brancsik 1893.  Flatosaria biplagiata ingår i släktet Flatosaria och familjen Flatidae. Inga underarter finns listade i Catalogue of Life.